# Gmina Bremen (Iowa)

Położenie Gminy Bremen w hrabstwie Delaware

Gmina Bremen (ang. Bremen Township) – gmina w USA, w stanie Iowa, w hrabstwie Delaware. Według danych z 2000 roku gmina miała 849 mieszkańców, a jej powierzchnia wynosi 95,02 km².